# Oncidium cajamarcae
Oncidium cajamarcae är en orkidéart som beskrevs av Rudolf Schlechter. Oncidium cajamarcae ingår i släktet Oncidium och familjen orkidéer. Inga underarter finns listade i Catalogue of Life.